# Pripyat
Prypiat (tiếng Ukraina: При́п'ять, Pryp’yat’; tiếng Nga: При́пять, Pripyat’), hay Pripyat’, là một thành phố bị bỏ hoang ở khu vực xa lánh ở phía bắc Ukraina; nằm trong Vyshhorod Raion, Kiev Oblast, gần biên giới với Belarus. Thành phố được lập năm 1970 để cung cấp nơi ở cho công nhân nhà máy điện nguyên tử Chernobyl, và đã bị bỏ hoang năm 1986 sau thảm họa Chernobyl. Dân số trước khi xảy ra tai họa hạt nhân là 50.000 người.

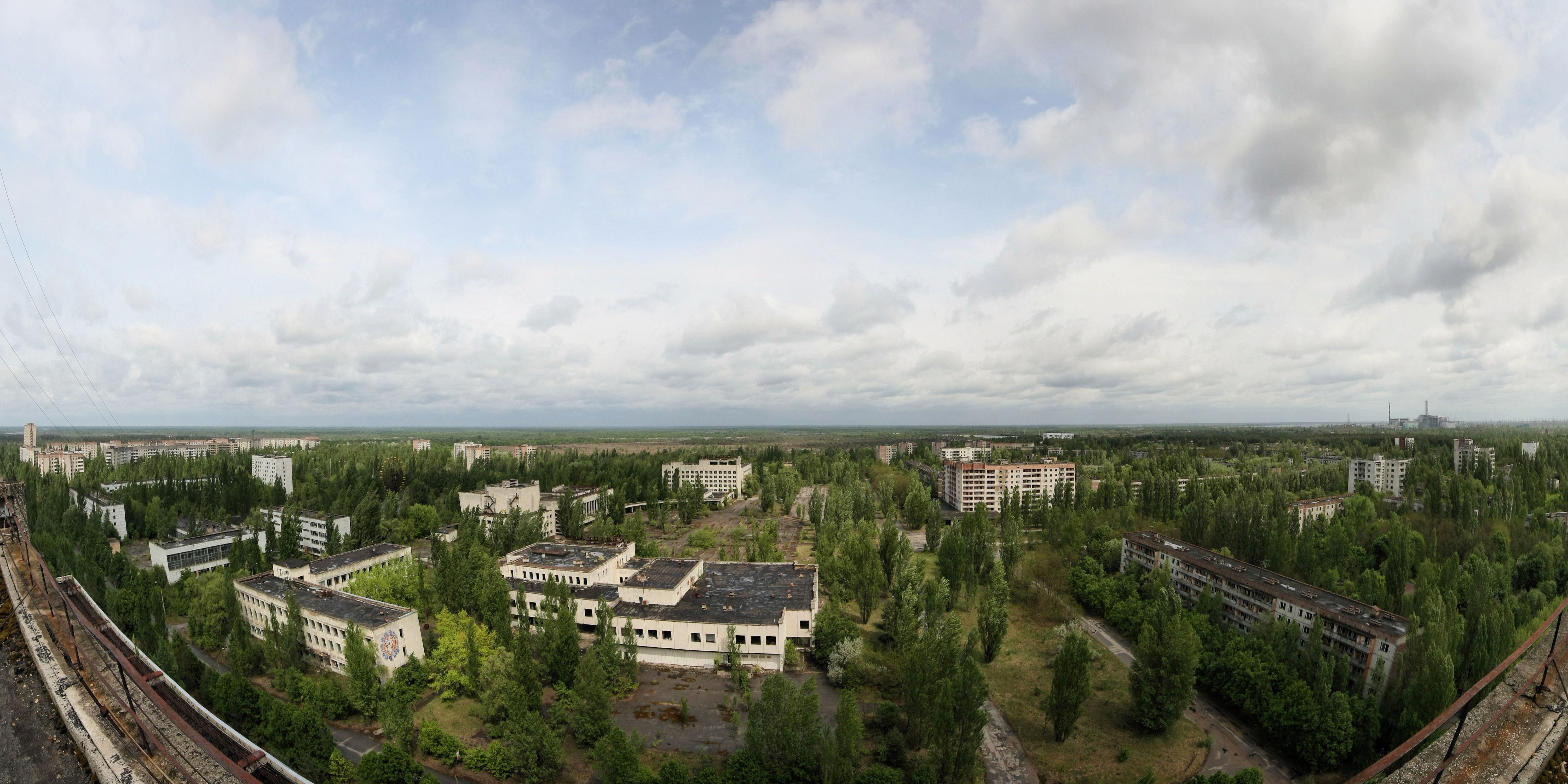
Toàn cảnh Pripyat vào tháng 5 năm 2009.

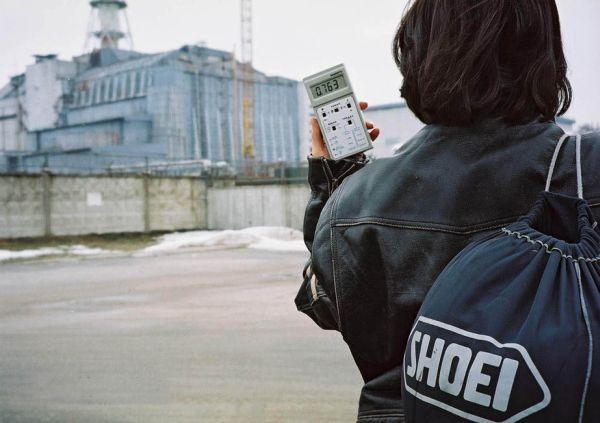
Nhà máy điện Chernobyl

Không giống như các thành phố có tầm quan trọng quân sự khác bị hạn chế ra vào, việc ra vào Prypiat không bị hạn chế trước thời điểm xảy ra thảm họa. Trước thời điểm thảm họa Chernobyl, các nhà máy điện hạt nhân được Liên Xô xem là an toàn hơn các loại nhà máy điện khác. Ban đầu, nhà máy điện nguyên tử dự kiến xây cách thủ đô Kiev 25 km nhưng Viện hàn lâm khoa học Ukraina đã nêu lên các lo ngại việc vị trí này quá gần thành phố, do đó vị trí xây nhà máy, cùng với việc xây dựng thành phố Pripyat, được chọn ở địa điểm như hiện nay, cách Kiev khoảng 100 km. Sau thảm họa hạt nhân, thành phố Pripyat bị di tản trong hai ngày. Người dân còn sống sót sau thảm họa nguyên tử sau được tái định cư đến Slavutych, một thành phố mới xây dành riêng cho người dân Pripyat.
Hiện nay, thành phố vẫn là khu vực không được sinh sống. Thành phố đựoc theo dõi bởi Bộ Tình trạng Khẩn cấp Ukraina, cơ quan quản lý Khu vực Xa lánh Chernobyl.